# Lista siturilor din Patrimoniul Mondial din Madagascar
Siturile Patrimoniului Mondial (Organizația Națiunilor Unite pentru Educație, Știință și Cultură) sunt locuri importante pentru patrimoniul natural sau  cultural așa cum este descris în Convenția patrimoniului mondial UNESCO din 1972. Siturile de patrimoniu natural și cultural din Madagascar au devenit eligibile pentru a fi incluse pe listă atunci când acest stat a ratificat convenția la 19 iulie 1983.
Primul sit din Madagascar, Rezervația naturală strictă Tsingy de Bemaraha, a fost înscrisă pe listă ca sit de importanță naturală la cea de-a 14-a sesiune a Comitetului patrimoniului mondial, care a avut loc în  Banff, Canada în 1990. Aceasta a fost urmată de inscripția din 2001 a Dealul Regal din Ambohimanga, un sat istoric și un palat regal de importanță culturală, cu palate bine conservate din secolul al 19-lea și numeroase alte caracteristici naturale și arhitecturale de importanță istorică, politică și spirituală pentru poporul malgaș. Cel mai recent, în 2007, situl natural al pădurilor tropicale din Atsinanana a fost adăugat pe listă, cuprinzând un grup de șase  parcurile naționale distinse prin biodiversitatea lor extrem de endemică. Un al patrulea sit, capitala secolului al 19-lea  Merina Lista monarhilor Imerina la Rova din Antananarivo, a fost inițial programată să devină primul sit cultural al patrimoniului mondial al națiunii în 1995, dar a fost distrusă de un incendiu cu puțin timp înainte ca inscripția să fie finalizată.distinsă prin biodiversitatea lor extrem de endemică.
În plus față de cele trei situri stabilite în Madagascar, alte șapte situri sunt enumerate ca tentative și sunt luate în considerare de Comitetul Patrimoniului Mondial UNESCO pentru ridicarea la statutul oficial. Cinci site-uri inițiale au fost înscrise pe lista tentativelor în 1997: Betafo Riziculture and Hydraulic Landscape, The Royal Compound of  Tsinjoarivo), Țara Mahafaly din sud-vestul Madagascarului, Faleza și Peșterile din Isandra și Antongona. În 2008, două situri suplimentare au fost adăugate pe listă:  Anjanaharibe-Sud Rezervație specială (o extindere a pădurilor tropicale din Atsinanana) și pădurile uscate din Andrefana.
UNESCO a plasat pădurile tropicale din Atsinanana pe lista patrimoniului mondial în pericol la 30 iulie 2010, ca urmare a unei creșteri a  exploatarea forestieră legală în parcuri din 2009, ca urmare a crizei politice malgașe din Madagascar din 2009-2013  criza politică din Madagascar.